# A FÁK zászlaja
A Szovjetunió felbomlásakor alakult meg ez a szervezet 1991-ben; tizenkét tagországa kivétel nélkül volt szovjet tagköztársaság.
Lobogóját 1996. január 19-én adoptálták. Az embléma az egyenlő partneri viszony, az egység, a béke és a stabilitás vágyát fejezi ki.